# 22594 Stoops
22594 Stoops este un asteroid din centura principală de asteroizi.

## Descriere
22594 Stoops este un asteroid din centura principală de asteroizi. A fost descoperit pe 23 aprilie 1998 la Socorro, New Mexico, în cadrul proiectului LINEAR. Asteroidul prezintă o orbită caracterizată de o semiaxă mare de 2,27 ua, o excentricitate de 0,05 și o înclinație de 6,8° în raport cu ecliptica.